# BeIN Sports
beIN SPORTS è un network globale di canali sportivi di proprietà di beIN Media Group (fino al 2014 una controllata di Al Jazeera) lanciata nel 2012.
Attualmente gestisce quattro canali in Francia - beIN Sports 1, beIN Sports 2, beIN Sports 3 e beIN Sports Max - e ha lanciato due canali negli Stati Uniti (in inglese e spagnolo), nel mese di agosto 2012, ed un servizio di streaming live online in Canada nel mese di ottobre 2013, che è stata seguita da un lancio del canale completo il 31 gennaio 2014, dopo diversi anni di ritardo a causa del difficile contesto normativo in Canada. Nel 2015, beIN Sports ha lanciato un canale HD in Spagna interamente dedicato al calcio e successivamente anche beIN Max HD (beIN Max che ha sette canali in Spagna); può essere visto attraverso le principali piattaforme di pagamento (Vodafone, Orange e Telecable) e via Internet da Total Channel, beIN Sports Connect e YouTube.
beIN Sports è presente inoltre da recente anche in altri paesi asiatici e in Australia.

## Diritti televisivi globali
- UEFA Champions League
- UEFA Europa League
- Serie A
- Ligue 1
- Premier League
- Primera División
- Bundesliga
- Brasileirao
- Primeira Liga
- Coppa Libertadores
- Coppa Sudamericana
- Ligue 2
- Copa del Rey
- Football League Championship
- Major League Soccer
- English Football League Cup
- Coppa Italia
- European Rugby Champions Cup
- European Rugby Challenge Cup
- English Premiership
- Campionato mondiale di Formula 1
- Motomondiale
- Campionato mondiale Superbike
- Campionato del mondo rally
- Torneo di Wimbledon
- Coppa Davis
- Fed Cup

In Spagna, beIN Sport ha i diritti televisivi per la Champions League e l'Europa League (2015-2018 esclusivo). Inoltre anche i migliori campionati internazionali come Serie A, Ligue 1, Primeira Liga, Pro League, Süper Lig le coppe nazionali come la Coppa di Francia, DFB-Pokal, KNVB beker e Copa do Brasil e tornei internazionali come la Coppa Libertadores o la Coppa Sudamericana.
In Francia detiene i diritti di trasmissione dei principali tornei di calcio associati alla televisione francese, tra cui Ligue 1, Ligue 2, Serie A, Bundesliga, Liga spagnola, la UEFA Champions League, la UEFA Europa League e il Campionato europeo di calcio.
Negli Stati Uniti e in Canada, beIN Sports detiene i diritti di trasmissione de La Liga, Serie A, Ligue 1, Copa del Rey, le qualificazioni ai mondiali del girone sudamericano e la Football League Championship, oltre a Barça TV.
In Indonesia detiene i diritti di trasmissione di Serie A, Ligue 1, Bundesliga, Major League Soccer (campionato americano), i campionati nazionali brasiliani, e con il partenariato MP & Silva la Premier League per tre stagioni dal 2013/14 al 2015/16.
A Hong Kong, beIN Sports detiene i diritti di trasmissione della Serie A, Ligue 1, MLS, Football League Championship, English Football League Cup, Coppa Italia, Coupe de la Ligue, oltre a Liverpool TV, Spurs TV, Milan Channel.
Il canale lanciato in Australia alla fine di novembre 2014, a seguito dell'acquisizione di Setanta Sports Australia, rimarchiato in beIN Sports Australia, detiene i diritti per la trasmissione della Serie A.